# 阿比斯库

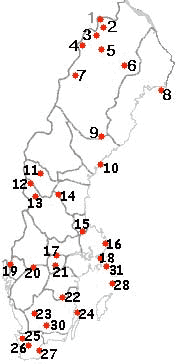
地图上的2为阿比斯库国家公园

阿比斯库（Abisko）是瑞典北部北博滕省的一个村庄，距离瑞典挪威的边境仅37公里，属于基律纳市镇管辖范围，在它西面4公里处就是阿比斯库国家公园，面积77平方公里。
阿比斯库国家公园建于1909年，同一年，瑞典通过了自然环境保护法。成立该国家公园的目的是“在北欧北部保留一块区域，保持它原来的样子供科学研究使用”。因此，阿比斯库科学研究所也建址在这个区域。现在，这个自然公园吸引大批游客前来观光。

## 观光
425公里长的库斯莱登（Kungsleden）徒步小路的起点是阿比斯库游客服务站（包括一个火车站和阿比斯库青年旅馆），沿着斯堪的纳维亚山脉延伸，一路经过国家公园。阿比斯库游客服务站由瑞典游客服务中心（Svenska Turistforeningen，简称STF)管理，为游客提供住处和食品。
国家公园位于北极圈往北195公里，因此冬季的游客可以在毫无光污染的环境欣赏极光。夏天的徒步的游客则尽情享受极昼的快乐。春天则是一个滑雪胜地。

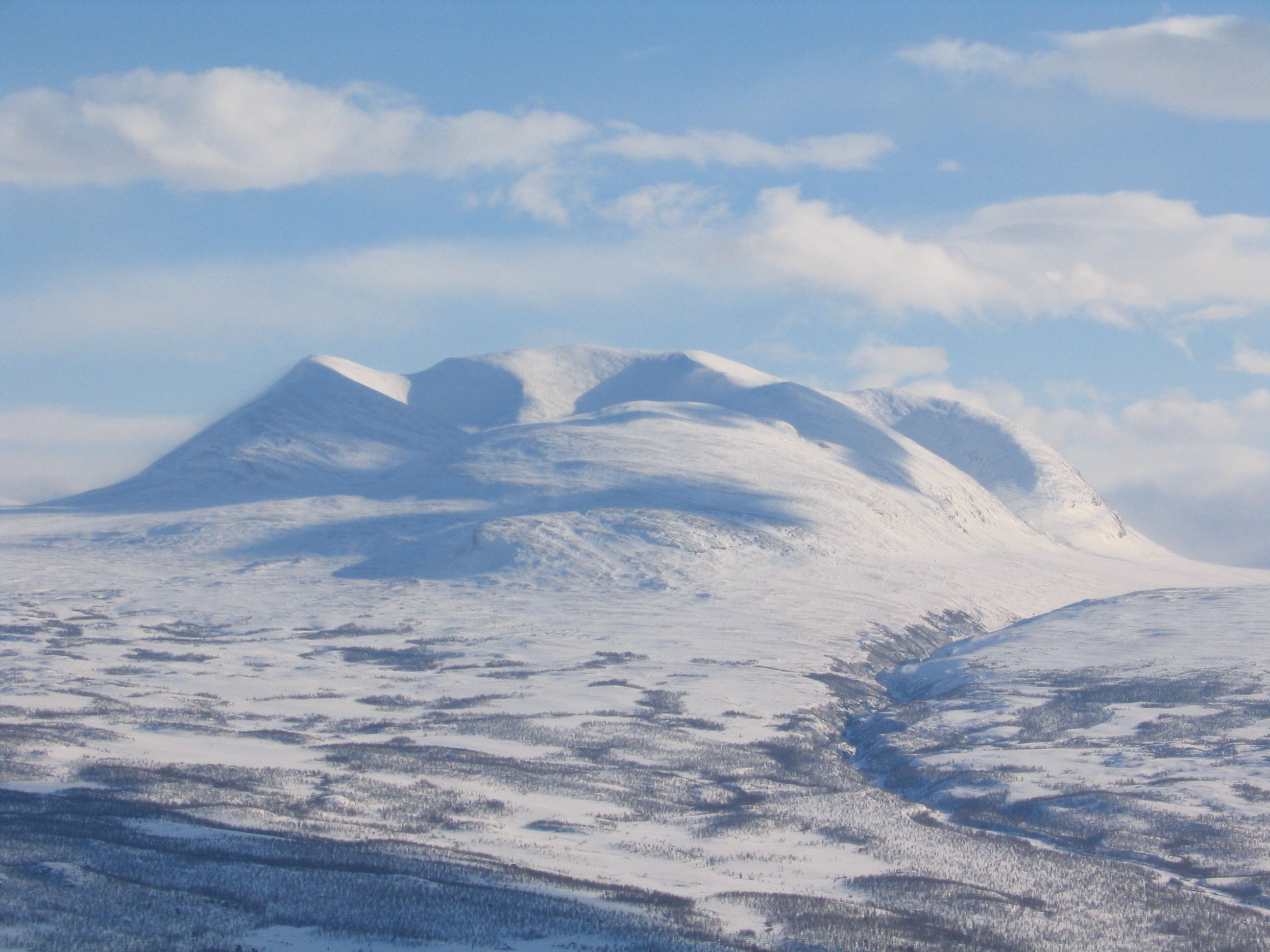
冬天的阿比斯库国家公园

## 交通
每天，由康讷克斯（Connex）公司运作的火车从首都斯德哥尔摩开往挪威的纳尔维克，途经阿比斯库村，火车站的名字为“阿比斯库东站”（Abisko Östra），火车也停靠在4公里远的阿比斯库游客服务站。基律纳和纳尔维克的区间车也在这里停留。也可以开车通过基律纳和纳尔维克之间的欧洲E10公路到达阿比斯库。其它的方式包括步行和冬季的狗拉雪橇。

## 动物
公园里面有很多鸟类。
哺乳动物里个头小的有貂、鼬、松鼠、旅鼠等，个头大的常见的有麋和驯鹿。然而貂熊、北极狐、猞猁屬和熊只能偶尔看到。